# フロリダ (カクテル)
フロリダ (Florida) とは、カクテルの1つである。
レシピは色々と存在するが、基本的にはアルコール度数1％未満のカクテルとして知られノンアルコールカクテルに分類される。このフロリダは、1920年代のアメリカの禁酒法時代に誕生したと言われている。しかし、近年はノンアルコールカクテルではないフロリダも存在している。なお、フロリダはオレンジやレモンの産地としても知られているが、このカクテルにはそのオレンジとレモンの果汁を使用する。

## 標準的なレシピ
- オレンジ・ジュース ： レモン・ジュース ＝ 2：1
- アンゴスチュラ・ビターズ ＝ 2dash（約2ml）
- シュガー・シロップ ＝ 1tsp（約5ml）

### 作り方
オレンジ・ジュース、レモン・ジュース、アンゴスチュラ・ビターズ、シュガー・シロップをシェークして、大型のカクテル・グラス（容量90ml以上）に注げば完成である。

### 備考
オレンジ・ジュースについて
オレンジ・ジュースを多めにすると、より鮮やかなオレンジ色にカクテルが仕上がる。このため、オレンジ・ジュースとレモン・ジュースの比率を、3：1とする例も見られる。
なお、オレンジ・ジュースは、その場でオレンジを絞ったものを使用するのがベストであるが、市販のジュースを用いても良い。
レモン・ジュースについて
レモン・ジュースは、その場でレモンを絞ったものを使用するのがベストであるが、市販のジュースを用いても良い。
シュガー・シロップについて
粉砂糖を使用しても良いが、この場合は、溶け残らないように注意が必要である。
また、シュガー・シロップの代わりに、グレナデン・シロップを使用することもある。
甘さの調節のために分量の変更が行われることもある。具体的には、使用量を2drop（約0.4ml）とする例、使用量を2dash （約2ml）とする例も見られる。
アンゴスチュラ・ビターズについて
アンゴスチュラ・ビターズは、アロマチック・ビターズで代用しても構わない。
アンゴスチュラ・ビターズの使用量を、1dashとする例も見られる。
ビターズを抜いて作った場合、飲酒が禁じられている者でも飲むことができるカクテルとなる。このビターズを省いた処方のフロリダであれば、この後に自動車などの運転をしても咎められることはない。
使用するグラスについて
日本ではカクテル・グラスに作るのが基本ではあるものの、ワイン・グラスに作る場合もある。しかし、日本以外では、カクテル・グラスを用いる。

## その他のレシピ
近年では、ジンを加えたフロリダも存在する。
よって、このレシピのフロリダはノンアルコールカクテルではない。日本ではフロリダは一般的にノンアルコールカクテルとして知られているので注意が必要である。なお、同じく日本では法律の関係で、この処方のフロリダを未成年者が飲むことはできないことになっている。また、ジンは加えないものの、グラスに氷を入れて、グレープフルーツ・ジュースと炭酸水を加えたレシピも存在する。
なお、後者のレシピの場合、ミントの葉を飾ることもある。
また、後者のレシピの場合、ストローも添えられる。